# UEFA 유로 2008 예선
UEFA 유로 2008의 예선전은 2006년 8월부터 2007년 11월까지 진행되었다. 50개국은 7개조로 나뉘어 경기를 치렀다. 각 조의 국가들은 리그전 방식으로 서로 2번씩 경기를 치렀는데, 각각 안방과 원정에서 1경기씩 치렀다. 각 조의 1위와 2위를 차지한 국가들은 대회 본선에 직행했다. 유로 2008의 예선전은 플레이오프전 없이 진행된 최초의 유로 예선전이기도 했다.
오스트리아와 스위스는 공동 개최국 자격으로 본선에 자동 진출했다.

## 본선 진출국

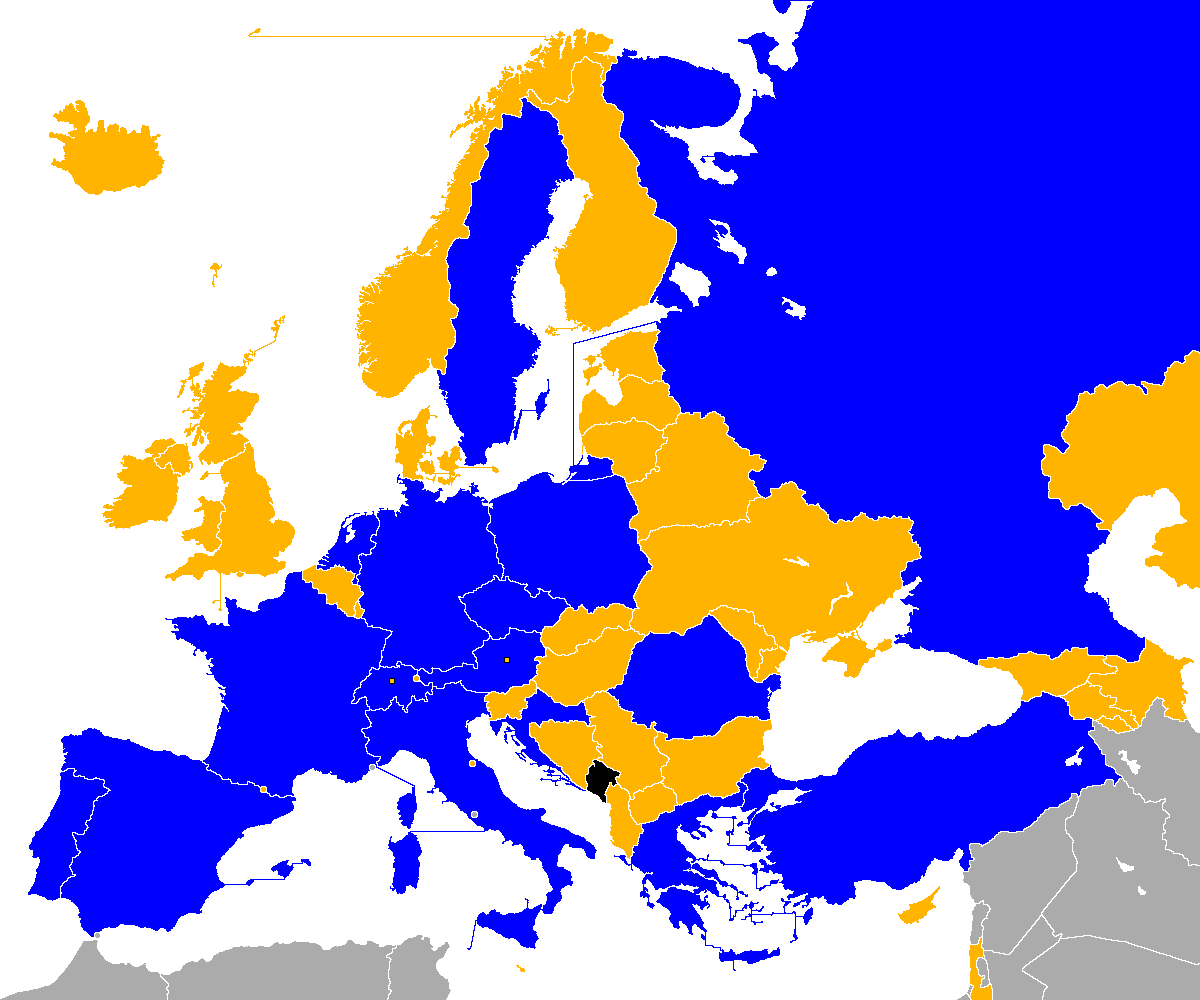
본선 진출
예선 탈락
불참
UEFA 비회원국

| 국가       | 본선 진출 경로 | 본선 진출 확정일 | 이전 참가 대회                                             |
| ---------- | -------------- | ---------------- | ---------------------------------------------------------- |
| 스위스     | 공동 개최국    | 2002년 12월 12일 | 2회 (1996, 2004)                                           |
| 오스트리아 | 공동 개최국    | 2002년 12월 12일 | 0회 (첫 출전)                                              |
| 독일       | D조 2위        | 2007년 10월 13일 | 9회 (1972, 1976, 1980, 1984, 1988, 1992, 1996, 2000, 2004) |
| 그리스     | C조 1위        | 2007년 10월 17일 | 2회 (1980, 2004)                                           |
| 체코       | D조 1위        | 2007년 10월 17일 | 6회 (1960, 1976, 1980, 1996, 2000, 2004)                   |
| 루마니아   | G조 1위        | 2007년 10월 17일 | 3회 (1984, 1996, 2000)                                     |
| 폴란드     | A조 1위        | 2007년 11월 17일 | 0회 (첫 출전)                                              |
| 이탈리아   | B조 1위        | 2007년 11월 17일 | 6회 (1968, 1980, 1988, 1996, 2000, 2004)                   |
| 프랑스     | B조 2위        | 2007년 11월 17일 | 6회 (1960, 1984, 1992, 1996, 2000, 2004)                   |
| 크로아티아 | E조 1위        | 2007년 11월 17일 | 2회 (1996, 2004)                                           |
| 스페인     | F조 1위        | 2007년 11월 17일 | 7회 (1964, 1980, 1984, 1988, 1996, 2000, 2004)             |
| 네덜란드   | G조 2위        | 2007년 11월 17일 | 7회 (1976, 1980, 1988, 1992, 1996, 2000, 2004)             |
| 포르투갈   | A조 2위        | 2007년 11월 21일 | 4회 (1984, 1996, 2000, 2004)                               |
| 튀르키예   | C조 2위        | 2007년 11월 21일 | 2회 (1996, 2000)                                           |
| 러시아     | E조 2위        | 2007년 11월 21일 | 8회 (1960, 1964, 1968, 1972, 1988, 1992, 1996, 2004)       |
| 스웨덴     | F조 2위        | 2007년 11월 21일 | 3회 (1992, 2000, 2004)                                     |

1. ↑  굵은 글씨는 우승한 대회를 나타내며, 기울인 글씨는 개최한 대회를 나타낸다.
2. ↑  독일은 1972년 대회부터 1988년 대회까지 서독의 국명으로 참가했다.
3. ↑  체코는 1960년 대회부터 1980년 대회까지 체코슬로바키아의 국명으로 참가했다.
4. ↑  러시아는 1960년 대회부터 1988년 대회까지 소련의 국명으로, 1992년에는 독립국가연합의 국명으로 참가했다.

## 시드 배정
유럽 축구 연맹은 유로 2004와 2006년 월드컵 예선전 성적이 반영된 2005년 유럽 축구 연맹 국가대표팀 계수에 따라 7개의 포트로 배정되었다. 조별 경기만 계수에 반영되었다. 전 대회 우승을 거둔 그리스는 자동으로 1포트에 배정되었다. 포르투갈은 개최국 자격으로 유로 2004에 참가함에 따라 2006년 월드컵 예선전 성적만 반영했다. 독일도 마찬가지로 2006년 월드컵에 개최국 자격으로 참가함에 따라 유로 2004 예선전 성적만 반영했다. 한편, 카자흐스탄은 유럽 선수권 대회에 첫 참가국임에 따라 2006년 월드컵 예선전 기록만 포트 배정에 반영되었다. 몬테네그로는 대회 추첨할 당시 아직 유럽 축구 연맹과 국제 축구 연맹에 가입하지 못했기 때문에 참가하지 못했다.
예선전 추첨식은 2006년 1월 27일에 스위스의 몽트뢰에서 진행되었다.
오스트리아 (1,333점)와 스위스(1,833점)는 공동 개최국 자격으로 유로 2008 본선행을 확정지었다.
| 국가                  | 점    | 순 |
| --------------------- | ----- | -- |
| 그리스 (전 대회 우승) | 1,950 | 13 |
| 네덜란드              | 2,550 | 1  |
| 포르투갈              | 2,500 | 2  |
| 잉글랜드              | 2,500 | 3  |
| 체코                  | 2,450 | 4  |
| 프랑스                | 2,444 | 5  |
| 스웨덴                | 2,278 | 6  |

| 국가       | 점    | 순 |
| ---------- | ----- | -- |
| 독일       | 2,250 | 7  |
| 크로아티아 | 2,222 | 8  |
| 이탈리아   | 2,222 | 9  |
| 튀르키예   | 2,100 | 10 |
| 폴란드     | 2,056 | 11 |
| 스페인     | 2,056 | 12 |
| 루마니아   | 1,950 | 14 |

| 국가                | 점    | 순 |
| ------------------- | ----- | -- |
| 세르비아 몬테네그로 | 1,889 | 15 |
| 러시아              | 1,850 | 16 |
| 덴마크              | 1,850 | 17 |
| 노르웨이            | 1,778 | 18 |
| 불가리아            | 1,778 | 19 |
| 우크라이나          | 1,750 | 20 |
| 슬로바키아          | 1,650 | 21 |

| 국가                  | 점    | 순 |
| --------------------- | ----- | -- |
| 보스니아 헤르체고비나 | 1,611 | 22 |
| 아일랜드              | 1,556 | 23 |
| 벨기에                | 1,556 | 24 |
| 라트비아              | 1,550 | 25 |
| 이스라엘              | 1,500 | 26 |
| 스코틀랜드            | 1,500 | 27 |
| 슬로베니아            | 1,444 | 28 |

| 국가       | 점    | 순 |
| ---------- | ----- | -- |
| 헝가리     | 1,389 | 29 |
| 핀란드     | 1,300 | 30 |
| 에스토니아 | 1,250 | 31 |
| 웨일스     | 1,167 | 32 |
| 리투아니아 | 1,111 | 33 |
| 알바니아   | 0,944 | 34 |
| 아이슬란드 | 0,850 | 35 |

| 국가       | 점    | 순 |
| ---------- | ----- | -- |
| 조지아     | 0,850 | 36 |
| 마케도니아 | 0,750 | 37 |
| 벨라루스   | 0,722 | 38 |
| 아르메니아 | 0,700 | 39 |
| 북아일랜드 | 0,667 | 40 |
| 키프로스   | 0,667 | 41 |
| 몰디브     | 0,611 | 42 |

| 국가         | 점    | 순 |
| ------------ | ----- | -- |
| 리히텐슈타인 | 0,450 | 43 |
| 아제르바이잔 | 0,389 | 44 |
| 안도라       | 0,250 | 45 |
| 몰타         | 0,222 | 46 |
| 페로 제도    | 0,111 | 47 |
| 카자흐스탄   | 0,083 | 48 |
| 룩셈부르크   | 0,000 | 49 |
| 산마리노     | 0,000 | 50 |

## 순위 결정 방식
UEFA 유로 2008 예선에서 2개 이상의 국가가 승점이 같다면 다음 순서에 따라 순위를 결정했다:
1. 동률인 국가들 간의 승점
2. 동률인 국가들 간의 골득실
3. 동률인 국가들 간의 다득점
4. 동률인 국가들 간의 원정 다득점
5. 동률인 국가들 간의 승점, 골득실, 다득점, 원정 다득점이 같은 경우에는 1)에서 4)의 순서를 반복한다. 이후에도 순위가 같다면 다음 순서에 따른다.
6. 모든 예선 조 경기에 대하여 아래 조건을 통해 순위를 결정한다:
  1. 골득실
  2. 다득점
  3. 원정 다득점
  4. 페어 플레이 점수
7. 추첨

## 요약
| A조                                                       | B조                                               | C조                                               | D조                                          | E조                                            | F조                                                | G조                                              |
| --------------------------------------------------------- | ------------------------------------------------- | ------------------------------------------------- | -------------------------------------------- | ---------------------------------------------- | -------------------------------------------------- | ------------------------------------------------ |
| 폴란드 포르투갈                                           | 이탈리아 프랑스                                   | 그리스 튀르키예                                   | 체코 독일                                    | 크로아티아 러시아                              | 스페인 스웨덴                                      | 루마니아 네덜란드                                |
| 세르비아 핀란드 벨기에 카자흐스탄 아르메니아 아제르바이잔 | 스코틀랜드 우크라이나 리투아니아 조지아 페로 제도 | 노르웨이 보스니아 헤르체고비나 몰도바 헝가리 몰타 | 아일랜드 슬로바키아 웨일스 키프로스 산마리노 | 잉글랜드 이스라엘 마케도니아 에스토니아 안도라 | 북아일랜드 덴마크 라트비아 아이슬란드 리히텐슈타인 | 불가리아 벨라루스 알바니아 슬로베니아 룩셈부르크 |

## 예선 조
본 대회의 예선전은 2006년 8월에 시작되었다. 오스트리아와 스위스는 공동 개최국 자격에 따라 자동으로 진출권을 손에 넣었다.
예선전 진행 방식은 다음과 같이 변경되었다: 각 조의 1위와 2위 국가는 공동 개최국이 선착한 대회 본선으로 직행했다. 그에 따라, 조 2위를 차지한 국가들 간 플레이오프전을 치르지 않았다. A조에는 8개국이 편성되었고, 나머지 6개조는 7개국씩 편성되었다.
세르비아와 몬테네그로가 2006년 6월에 세르비아와 몬테네그로로 분리되면서, A조의 세르비아 몬테네그로가 배정되었던 자리에는 공식적으로 전 축구 협회를 계승한 세르비아가 자리잡았다. 몬테네그로는 예선전이 시작된 후에야 유럽 축구 연맹에 가맹하면서 유럽 선수권 대회 예선에 참가할 수 없었다.

### A조
| 순위 | 팀           | 경기 | 승 | 무 | 패 | 득 | 실 | 차  | 승점 | 통과           |     | 폴란드 | 포르투갈 | 세르비아 | 핀란드 | 벨기에 | 카자흐스탄 | 아르메니아 | 아제르바이잔 |
| ---- | ------------ | ---- | -- | -- | -- | -- | -- | --- | ---- | -------------- | --- | ------ | -------- | -------- | ------ | ------ | ---------- | ---------- | ------------ |
| 1    | 폴란드       | 14   | 8  | 4  | 2  | 24 | 12 | +12 | 28   | 대회 본선 진출 |     | —      | 2–1      | 1–1      | 1–3    | 2–0    | 3–1        | 1–0        | 5–0          |
| 2    | 포르투갈     | 14   | 7  | 6  | 1  | 24 | 10 | +14 | 27   | 대회 본선 진출 |     | 2–2    | —        | 1–1      | 0–0    | 4–0    | 3–0        | 1–0        | 3–0          |
| 3    | 세르비아     | 14   | 6  | 6  | 2  | 22 | 11 | +11 | 24   |                |     | 2–2    | 1–1      | —        | 0–0    | 1–0    | 1–0        | 3–0        | 1–0          |
| 4    | 핀란드       | 14   | 6  | 6  | 2  | 13 | 7  | +6  | 24   |                | 0–0 | 1–1    | 0–2      | —        | 2–0    | 2–1    | 1–0        | 2–1        |              |
| 5    | 벨기에       | 14   | 5  | 3  | 6  | 14 | 16 | −2  | 18   |                | 0–1 | 1–2    | 3–2      | 0–0      | —      | 0–0    | 3–0        | 3–0        |              |
| 6    | 카자흐스탄   | 14   | 2  | 4  | 8  | 11 | 21 | −10 | 10   |                | 0–1 | 1–2    | 2–1      | 0–2      | 2–2    | —      | 1–2        | 1–1        |              |
| 7    | 아르메니아   | 12   | 2  | 3  | 7  | 4  | 13 | −9  | 9    |                | 1–0 | 1–1    | 0–0      | 0–0      | 0–1    | 0–1    | —          | 취소       |              |
| 8    | 아제르바이잔 | 12   | 1  | 2  | 9  | 6  | 28 | −22 | 5    |                | 1–3 | 0–2    | 1–6      | 1–0      | 0–1    | 1–1    | 취소       | —          |              |

1. 1 2  상대 전적: 세르비아 4점, 핀란드 1점.
2. ↑  유럽 축구 연맹은 정치 및 안전상 마찰을 빚은 아제르바이잔과 아르메니아 간 경기를 취소하여 양측 모두 승점을 획득하지 못했다.[8][9]
3. ↑  유럽 축구 연맹은 정치 및 안전상 마찰을 빚은 아제르바이잔과 아르메니아 간 경기를 취소하여 양측 모두 승점을 획득하지 못했다.[8][9]

### B조
| 순위 | 팀         | 경기 | 승 | 무 | 패 | 득 | 실 | 차  | 승점 | 통과           |     | 이탈리아 | 프랑스 | 스코틀랜드 | 우크라이나 | 리투아니아 | 조지아 | 페로 제도 |
| ---- | ---------- | ---- | -- | -- | -- | -- | -- | --- | ---- | -------------- | --- | -------- | ------ | ---------- | ---------- | ---------- | ------ | --------- |
| 1    | 이탈리아   | 12   | 9  | 2  | 1  | 22 | 9  | +13 | 29   | 대회 본선 진출 |     | —        | 0–0    | 2–0        | 2–0        | 1–1        | 2–0    | 3–1       |
| 2    | 프랑스     | 12   | 8  | 2  | 2  | 25 | 5  | +20 | 26   | 대회 본선 진출 |     | 3–1      | —      | 0–1        | 2–0        | 2–0        | 1–0    | 5–0       |
| 3    | 스코틀랜드 | 12   | 8  | 0  | 4  | 21 | 12 | +9  | 24   |                |     | 1–2      | 1–0    | —          | 3–1        | 3–1        | 2–1    | 6–0       |
| 4    | 우크라이나 | 12   | 5  | 2  | 5  | 18 | 16 | +2  | 17   |                | 1–2 | 2–2      | 2–0    | —          | 1–0        | 3–2        | 5–0    |           |
| 5    | 리투아니아 | 12   | 5  | 1  | 6  | 11 | 13 | −2  | 16   |                | 0–2 | 0–1      | 1–2    | 2–0        | —          | 1–0        | 2–1    |           |
| 6    | 조지아     | 12   | 3  | 1  | 8  | 16 | 19 | −3  | 10   |                | 1–3 | 0–3      | 2–0    | 1–1        | 0–2        | —          | 3–1    |           |
| 7    | 페로 제도  | 12   | 0  | 0  | 12 | 4  | 43 | −39 | 0    |                | 1–2 | 0–6      | 0–2    | 0–2        | 0–1        | 0–6        | —      |           |

### C조
| 순위 | 팀                    | 경기 | 승 | 무 | 패 | 득 | 실 | 차  | 승점 | 통과           |     | 그리스 | 튀르키예 | 노르웨이 | 보스니아 헤르체고비나 | 몰도바 | 헝가리 | 몰타 |
| ---- | --------------------- | ---- | -- | -- | -- | -- | -- | --- | ---- | -------------- | --- | ------ | -------- | -------- | --------------------- | ------ | ------ | ---- |
| 1    | 그리스                | 12   | 10 | 1  | 1  | 25 | 10 | +15 | 31   | 대회 본선 진출 |     | —      | 1–4      | 1–0      | 3–2                   | 2–1    | 2–0    | 5–0  |
| 2    | 튀르키예              | 12   | 7  | 3  | 2  | 25 | 11 | +14 | 24   | 대회 본선 진출 |     | 0–1    | —        | 2–2      | 1–0                   | 5–0    | 3–0    | 2–0  |
| 3    | 노르웨이              | 12   | 7  | 2  | 3  | 27 | 11 | +16 | 23   |                |     | 2–2    | 1–2      | —        | 1–2                   | 2–0    | 4–0    | 4–0  |
| 4    | 보스니아 헤르체고비나 | 12   | 4  | 1  | 7  | 16 | 22 | −6  | 13   |                | 0–4 | 3–2    | 0–2      | —        | 0–1                   | 1–3    | 1–0    |      |
| 5    | 몰도바                | 12   | 3  | 3  | 6  | 12 | 19 | −7  | 12   |                | 0–1 | 1–1    | 0–1      | 2–2      | —                     | 3–0    | 1–1    |      |
| 6    | 헝가리                | 12   | 4  | 0  | 8  | 11 | 22 | −11 | 12   |                | 1–2 | 0–1    | 1–4      | 1–0      | 2–0                   | —      | 2–0    |      |
| 7    | 몰타                  | 12   | 1  | 2  | 9  | 10 | 31 | −21 | 5    |                | 0–1 | 2–2    | 1–4      | 2–5      | 2–3                   | 2–1    | —      |      |

1. 1 2  상대 승점에서 동률(3점). 상대 골득실차: 몰도바 +1, 헝가리 -1.

### D조
| 순위 | 팀         | 경기 | 승 | 무 | 패 | 득 | 실 | 차  | 승점 | 통과           |     | 체코 | 독일 | 아일랜드 | 슬로바키아 | 웨일스 | 키프로스 | 산마리노 |
| ---- | ---------- | ---- | -- | -- | -- | -- | -- | --- | ---- | -------------- | --- | ---- | ---- | -------- | ---------- | ------ | -------- | -------- |
| 1    | 체코       | 12   | 9  | 2  | 1  | 27 | 5  | +22 | 29   | 대회 본선 진출 |     | —    | 1–2  | 1–0      | 3–1        | 2–1    | 1–0      | 7–0      |
| 2    | 독일       | 12   | 8  | 3  | 1  | 35 | 7  | +28 | 27   | 대회 본선 진출 |     | 0–3  | —    | 1–0      | 2–1        | 0–0    | 4–0      | 6–0      |
| 3    | 아일랜드   | 12   | 4  | 5  | 3  | 17 | 14 | +3  | 17   |                |     | 1–1  | 0–0  | —        | 1–0        | 1–0    | 1–1      | 5–0      |
| 4    | 슬로바키아 | 12   | 5  | 1  | 6  | 33 | 23 | +10 | 16   |                | 0–3 | 1–4  | 2–2  | —        | 2–5        | 6–1    | 7–0      |          |
| 5    | 웨일스     | 12   | 4  | 3  | 5  | 18 | 19 | −1  | 15   |                | 0–0 | 0–2  | 2–2  | 1–5      | —          | 3–1    | 3–0      |          |
| 6    | 키프로스   | 12   | 4  | 2  | 6  | 17 | 24 | −7  | 14   |                | 0–2 | 1–1  | 5–2  | 1–3      | 3–1        | —      | 3–0      |          |
| 7    | 산마리노   | 12   | 0  | 0  | 12 | 2  | 57 | −55 | 0    |                | 0–3 | 0–13 | 1–2  | 0–5      | 1–2        | 0–1    | —        |          |

### E조
| 순위 | 팀         | 경기 | 승 | 무 | 패 | 득 | 실 | 차  | 승점 | 통과           |     | 크로아티아 | 러시아 | 잉글랜드 | 이스라엘 | 북마케도니아 | 에스토니아 | 안도라 |
| ---- | ---------- | ---- | -- | -- | -- | -- | -- | --- | ---- | -------------- | --- | ---------- | ------ | -------- | -------- | ------------ | ---------- | ------ |
| 1    | 크로아티아 | 12   | 9  | 2  | 1  | 28 | 8  | +20 | 29   | 대회 본선 진출 |     | —          | 0–0    | 2–0      | 1–0      | 2–1          | 2–0        | 7–0    |
| 2    | 러시아     | 12   | 7  | 3  | 2  | 18 | 7  | +11 | 24   | 대회 본선 진출 |     | 0–0        | —      | 2–1      | 1–1      | 3–0          | 2–0        | 4–0    |
| 3    | 잉글랜드   | 12   | 7  | 2  | 3  | 24 | 7  | +17 | 23   |                |     | 2–3        | 3–0    | —        | 3–0      | 0–0          | 3–0        | 5–0    |
| 4    | 이스라엘   | 12   | 7  | 2  | 3  | 20 | 12 | +8  | 23   |                | 3–4 | 2–1        | 0–0    | —        | 1–0      | 4–0          | 4–1        |        |
| 5    | 마케도니아 | 12   | 4  | 2  | 6  | 12 | 12 | 0   | 14   |                | 2–0 | 0–2        | 0–1    | 1–2      | —        | 1–1          | 3–0        |        |
| 6    | 에스토니아 | 12   | 2  | 1  | 9  | 5  | 21 | −16 | 7    |                | 0–1 | 0–2        | 0–3    | 0–1      | 0–1      | —            | 2–1        |        |
| 7    | 안도라     | 12   | 0  | 0  | 12 | 2  | 42 | −40 | 0    |                | 0–6 | 0–1        | 0–3    | 0–2      | 0–3      | 0–2          | —          |        |

1. 1 2  상대 전적: 잉글랜드 4점, 이스라엘 1점.

### F조
| 순위 | 팀           | 경기 | 승 | 무 | 패 | 득 | 실 | 차  | 승점 | 통과           |     | 스페인 | 스웨덴 | 북아일랜드 | 덴마크 | 라트비아 | 아이슬란드 | 리히텐슈타인 |
| ---- | ------------ | ---- | -- | -- | -- | -- | -- | --- | ---- | -------------- | --- | ------ | ------ | ---------- | ------ | -------- | ---------- | ------------ |
| 1    | 스페인       | 12   | 9  | 1  | 2  | 23 | 8  | +15 | 28   | 대회 본선 진출 |     | —      | 3–0    | 1–0        | 2–1    | 2–0      | 1–0        | 4–0          |
| 2    | 스웨덴       | 12   | 8  | 2  | 2  | 23 | 9  | +14 | 26   | 대회 본선 진출 |     | 2–0    | —      | 1–1        | 0–0    | 2–1      | 5–0        | 3–1          |
| 3    | 북아일랜드   | 12   | 6  | 2  | 4  | 17 | 14 | +3  | 20   |                |     | 3–2    | 2–1    | —          | 2–1    | 1–0      | 0–3        | 3–1          |
| 4    | 덴마크       | 12   | 6  | 2  | 4  | 21 | 11 | +10 | 20   |                | 1–3 | 0–3    | 0–0    | —          | 3–1    | 3–0      | 4–0        |              |
| 5    | 라트비아     | 12   | 4  | 0  | 8  | 15 | 17 | −2  | 12   |                | 0–2 | 0–1    | 1–0    | 0–2        | —      | 4–0      | 4–1        |              |
| 6    | 아이슬란드   | 12   | 2  | 2  | 8  | 10 | 27 | −17 | 8    |                | 1–1 | 1–2    | 2–1    | 0–2        | 2–4    | —        | 1–1        |              |
| 7    | 리히텐슈타인 | 12   | 2  | 1  | 9  | 9  | 32 | −23 | 7    |                | 0–2 | 0–3    | 1–4    | 0–4        | 1–0    | 3–0      | —          |              |

1. 1 2  상대 전적: 북아일랜드 4점, 덴마크 1점.
2. ↑  덴마크와 스웨덴 간 경기는 89분에 3-3인 가운데 난입한 관중이 주심을 습격하며 중단되었다.[10][11][12][13] 경기는 2007년 6월 8일에 진행된 청문회 결과에 따라 스웨덴의 3-0 몰수승으로 처리되었다.[14][15][16]

### G조
| 순위 | 팀         | 경기 | 승 | 무 | 패 | 득 | 실 | 차  | 승점 | 통과           |     | 루마니아 | 네덜란드 | 불가리아 | 벨라루스 | 알바니아 | 슬로베니아 | 룩셈부르크 |
| ---- | ---------- | ---- | -- | -- | -- | -- | -- | --- | ---- | -------------- | --- | -------- | -------- | -------- | -------- | -------- | ---------- | ---------- |
| 1    | 루마니아   | 12   | 9  | 2  | 1  | 26 | 7  | +19 | 29   | 대회 본선 진출 |     | —        | 1–0      | 2–2      | 3–1      | 6–1      | 2–0        | 3–0        |
| 2    | 네덜란드   | 12   | 8  | 2  | 2  | 15 | 5  | +10 | 26   | 대회 본선 진출 |     | 0–0      | —        | 2–0      | 3–0      | 2–1      | 2–0        | 1–0        |
| 3    | 불가리아   | 12   | 7  | 4  | 1  | 18 | 7  | +11 | 25   |                |     | 1–0      | 1–1      | —        | 2–1      | 0–0      | 3–0        | 3–0        |
| 4    | 벨라루스   | 12   | 4  | 1  | 7  | 17 | 23 | −6  | 13   |                | 1–3 | 2–1      | 0–2      | —        | 2–2      | 4–2      | 0–1        |            |
| 5    | 알바니아   | 12   | 2  | 5  | 5  | 12 | 18 | −6  | 11   |                | 0–2 | 0–1      | 1–1      | 2–4      | —        | 0–0      | 2–0        |            |
| 6    | 슬로베니아 | 12   | 3  | 2  | 7  | 9  | 16 | −7  | 11   |                | 1–2 | 0–1      | 0–2      | 1–0      | 0–0      | —        | 2–0        |            |
| 7    | 룩셈부르크 | 12   | 1  | 0  | 11 | 2  | 23 | −21 | 3    |                | 0–2 | 0–1      | 0–1      | 1–2      | 0–3      | 0–3      | —          |            |

1. 1 2  상대 전적으로 동률. 전체 골득실차로 순위 결정.

## 득점 집계
306번의 경기에서 839골을 기록했으며, 경기당 평균 2.74골을 생산했다.
13골
- 데이비드 힐리

10골
- 에두아르두

9골
- 에우제비우시 스몰라레크

8골
| - 욘 달 토마손 | - 루카스 포돌스키 | - 크리스티아누 호날두 |  |

7골
| - 스테펜 이베르센 | - 니콜라 지기치 | - 다비드 비야 | - 믈라덴 페트리치 |

6골
| - 아드리안 무투 - 디미터르 베르바토프 | - 마르틴 페트로프 - 마르쿠스 알베크 | - 마레크 민탈 - 로베르토 콜라우티 | - 얀 콜레르 - 티에리 앙리 |

5골
| - 테오파니스 게카스 - 미로슬라프 클로제 - 마리스 베르파코우스키스 - 알렉산드르 케르자코프 | - 치프리안 마리카 - 에드몬드 카플라니 - 안드리 셰우첸코 | - 루카 토니 - 피터 크라우치 - 쇼타 아르벨라제 | - 드미트리 뱌코프 - 요아니스 오카스 - 하칸 쉬퀴르 |

4골
| - 로빈 판 페르시 - 욘 카레브 - 데니스 로메달 - 토마스 히츨슈페르거 - 니콜라에 디커 - 토마스 다닐레비추스 - 마리오 프리크 | - 비오렐 프룬저 - 무사 뎀벨레 - 막심 로마셴코 - 즐라탄 무슬리모비치 - 즈베즈단 미시모비치 - 단코 라조비치 - 요한 엘만데르 | - 제임스 맥패든 - 크리스 보이드 - 차비 - 클레멘 라브리치 - 케빈 도일 - 스티븐 아일랜드 - 로비 킨 | - 올레흐 후세우 - 제이슨 쿠마스 - 마이클 오언 - 로그비 야콥센 - 야체크 크지누베크 - 니콜라 아넬카 - 게러 졸탄 |

3골
| - 니코스 리베로풀로스 - 앙겔로스 바시나스 - 소티리오스 키르야코스 - 앙겔로스 하리스테아스 - 미하엘 발라크 - 바스티안 슈바인슈타이거 - 케빈 쿠라니 - 유리스 라이잔스 - 드미트리 시체프 - 안드레이 아르샤빈 - 일초 나우모스키 | - 고체 세들로스키 - 이고르 부가이오프 - 마이클 미프수드 - 안드레 스켐브리 - 세르게이 코르닐렌코 - 비탈리 쿠투조프 - 보슈코 얀코비치 - 킴 셸스트룀 - 케니 밀러 - 안드레스 이니에스타 | - 마르틴 슈크르텔 - 마레크 체흐 - 에이뒤르 그뷔드욘센 - 크레이그 벨러미 - 필리포 인차기 - 스티븐 제라드 - 다비트 시라제 - 알렉산드르 이아슈빌리 - 밀란 바로시 - 리보르 시온코 | - 다리요 스르나 - 에프스타티오스 알로네프티스 - 콘스탄티노스 하랄람비데스 - 툰자이 샨르 - 니하트 카흐베지 - 누누 고메스 - 시망 - 라도스와프 마투시아크 - 시드네 고부 - 야리 리트마넨 |

2골
| - 요안니스 아마나티디스 - 코스타스 카추라니스 - 베슬리 스네이더르 - 뤼트 판 니스텔로이 - 모르텐 감스트 페데르센 - 욘 아르네 리세 - 올레 군나르 솔셰르 - 프레드리크 스트룀스타 - 에리크 하겐 - 미카엘 그라브고르 - 모르텐 노르스트란 - 니클라스 벤트네르 - 마리오 고메스 - 클레멘스 프리츠 - 지르츠 카를손스 - 알렉세이스 비슈냐코우스 - 블라디미르 비스트로프 - 로만 파블류첸코 - 도린 고이안 - 다니엘 니쿨라에 - 코스민 콘트라 | - 가브리엘 타마슈 - 아우드류스 크샤나비추스 - 토마스 베크 - 고란 마즈노프 - 고란 판데프 - 세르헤이 로가치오프 - 케빈 미라야스 - 카럴 헤라르츠 - 울라드지미르 카리츠카 - 티모페이 칼라체프 - 미르코 흐르고비치 - 카일 래퍼티 - 즈드라브코 쿠즈마노비치 - 마르쿠스 로센베리 - 올로프 멜베리 - 크리스티안 빌헬름손 - 안데르스 스벤손 - 게리 오코너 - 세르히오 라모스 - 페르난도 토레스 - 로베르트 비테크 | - 필리프 셰보 - 스타니슬라우 셰스타크 - 미로슬라우 카르한 - 마레크 함시크 - 필리프 홀로슈코 - 밀리보예 노바코비치 - 로베르트 아르주마냔 - 케빈 킬베인 - 에르빈 스켈라 - 라이오 피로야 - 막심 칼리니첸코 - 가레스 베일 - 로버트 언쇼 - 엘랴니브 바르다 - 요시 베나윤 - 아미트 벤 슈샨 - 벤 사하르 - 토토 타무즈 - 안토니오 디 나탈레 - 파비오 콸리아렐라 | - 저메인 디포 - 웨인 루니 - 숀 라이트-필립스 - 다비트 라파타 - 토마시 로시츠키 - 마레크 얀쿨로프스키 - 마레크 쿨리치 - 루슬란 발티예프 - 니코 크란차르 - 미할리스 콘스탄티누 - 튀메르 메틴 - 하미트 알튼토프 - 할릴 알튼토프 - 괴크한 위날 - 우구 알메이다 - 카림 벤제마 - 루이 사아 - 다비드 트레제게 - 알렉세이 에레멩코 - 요나탄 요한손 |

1골
| - 요르고스 사마라스 - 유르카스 세이타리디스 - 흐리스토스 파차초글루 - 요리스 마테이선 - 디르크 카위트 - 다니 쿠버르만스 - 라파엘 판 데르 파르트 - 지오바니 판 브롱크호르스트 - 클라스-얀 휜텔라르 - 비외른 헬레 리세 - 다니엘 브라텐 - 시멘 브레네 - 마르틴 안드레센 - 크리스토퍼 헤스타 - 토르스테인 헬스타 - 마르틴 라우르센 - 울리크 라우르센 - 다닐 아게르 - 레온 안드레아센 - 다닐 옌센 - 토마스 칼렌베르 - 베른트 슈나이더 - 마르첼 얀젠 - 마뉴엘 프리드리히 - 토르스텐 프링스 - 카스파르스 고르크슈 - 오스카르스 클라바 - 바실리 베레주츠키 - 디니야르 빌랼레트디노프 - 파벨 포그레브냐크 - 버넬 니콜리처 - 라우렌치우 로슈 - 플로렌틴 페트레 - 알퐁스 르웨크 - 크리스 사그라몰라 - 다리우스 미체이카 - 사울류스 미콜류나스 - 만타스 사베나스 - 안드류스 스케를라 - 에드가라스 양카우스카스 - 라파엘 로러 - 프란츠 부르크마이어 - 니콜체 노베스키 - 아코 스토이코프 - 세르게이 알렉세예프 - 알렉산드루 에푸레아누 - 니콜라에 조산 - 조지 말리아 - 브라이언 사이드 - 테런스 세리 - 제이미 페이스 - 베슬로이 송크 - 티미 시몬스 - 케빈 판던베르흐 - 다니엘 판 바위턴 - 마루안 펠라이니 - 루이지 피에로니 | - 비탈 불리가 - 자니스 코브바 - 라만 바실류크 - 이비차 그를리치 - 세르게이 바르바레즈 - 믈라덴 바르톨로비치 - 베다드 이비셰비치 - 에딘 제코 - 아드난 추스토비치 - 그랜트 매컨 - 워런 피니 - 블라고이 게오르기에프 - 벨리자르 디미트로프 - 발레리 보지노프 - 차브다르 얀코프 - 디미타르 텔키스키 - 알렉산다르 툰체프 - 마누엘 마라니 - 안디 셀바 - 밀란 스밀랴니치 - 데얀 스탄코비치 - 밀란 요바노비치 - 브라니슬라프 이바노비치 - 두슈코 토시치 - 프레디 융베리 - 페테르 한손 - 크리스티안 데일리 - 숀 말로니 - 리 매쿨로크 - 스티븐 맥매너스 - 크레이그 비티 - 게리 콜드웰 - 베리 퍼거슨 - 대런 플레처 - 루이스 가르시아 - 알베르트 리에라 - 페르난도 모리엔테스 - 주안 카프데빌라 - 라울 타무도 - 얀 듀리차 - 류보미르 미할리크 - 스타니슬라프 바르가 - 마레크 사파라 - 두샨 슈벤토 - 마르틴 야쿱코 - 마로시 클림플 - 다레 브르시치 - 보슈탼 체사르 - 로베르트 코렌 - 하믈리트 므히타랸 - 사르기스 홉세퍈 - 브뤼냐르 비외른 군나르손 - 아르나르 비다르손 - 아르만 스마리 비외른손 - 군나르 헤이다르 토르발드손 - 에밀 하들프레드손 - 헤르만 흐레이다르손 | - 리처드 던 - 앤디 레이드 - 스티브 피넌 - 뷔차르 나디로프 - 브라니미르 수바시치 - 안드레지뉴 - 사미르 알리예프 - 에민 이마말리에프 - 마흐무드 쿠르바노프 - 페르난도 실바 - 훌리 페르난데스 - 에르욘 보그다니 - 데바티크 쿠리 - 베스니크 하시 - 알틴 학시 - 요엘 린드페레 - 안드레스 오페르 - 인드레크 젤린스키 - 루슬란 로탄 - 안드리 루솔 - 안드리 보로닌 - 안드리 보로베이 - 올레흐 셸라예우 - 볼로디미르 예제르스키 - 올렉산드르 쿠체르 - 라이언 긱스 - 사이먼 데이비스 - 조 레들리 - 프레디 이스트우드 - 제임스 콜린스 - 시몬 게르숀 - 오메르 골란 - 바라크 이츠하키 - 이단 탈 - 파비오 그로소 - 다니엘레 데 로시 - 마시모 오도 - 알베르토 질라르디노 - 마우로 카모라네시 - 조르조 키엘리니 - 크리스티안 파누치 - 시모네 페로타 - 안드레아 피를로 - 데이비드 누젠트 - 프랭크 램파드 - 마이카 리처즈 - 조 콜 - 리오 퍼디난드 - 기오르기 데메트라제 - 다비트 무지리 - 기오르기 샤시아슈빌리 - 레반 음체들리제 - 레반 코비아슈빌리 - 즈데네크 그리게라 - 마레크 마테요프스키 - 다비트 야롤림 - 라도슬라프 코바치 | - 얀 폴라크 - 다니엘 푸딜 - 야로슬라프 플라실 - 사마트 스마코프 - 카이라트 아시르베코프 - 세르게이 오스타펜코 - 누르볼 주마스칼리예프 - 이반 라키티치 - 루카 모드리치 - 보슈코 발라반 - 이비차 올리치 - 이반 클라스니치 - 알렉산드로스 가르포지스 - 콘스탄티노스 마크리디스 - 야수미스 야수미 - 스텔리오스 오카리데스 - 엠레 벨뢰졸루 - 사브리 사르올루 - 메흐멧 아우렐리우 - 세르베트 체틴 - 괴크데니즈 카라데니즈 - 위미트 카란 - 나니 - 마니시 - 아리자 마쿠쿨라 - 티아구 멘데스 - 브루누 알베스 - 히카르두 카르발류 - 히카르두 쿠아레즈마 - 엘데르 포스티가 - 우카시 가르구와 - 다리우시 두드카 - 마리우시 레반도프스키 - 라파우 무라프스키 - 야체크 봉크 - 보이치에흐 워보진스키 - 마치에이 주라프스키 - 프제미스와프 카즈미에르차크 - 사미르 나스리 - 제롬 로탕 - 프랑크 리베리 - 플로랑 말루다 - 아템 벤 아르파 - 미카 누르멜라 - 미카 베위뤼넨 - 셰프키 쿠치 - 테무 타이니오 - 미카엘 포르셀 - 사미 휘피애 - 다르더이 팔 - 부사키 아코시 - 토르겔레 샨도르 - 퇴제르 다니엘 - 페체신 로베르트 - 프리스킨 터마시 - 후스티 서볼치 |

자책골 1골
| - 크리스토프 메첼더 (슬로바키아전) - 진타르스 지르니스 (리히텐슈타인전) - 크리스 베어드 (라트비아전) - 키스 길레스피 (아이슬란드전) | - 라도스틴 키시셰프 (알바니아전) - 아랸 베차이 (네덜란드전) - 타비 렌 (잉글랜드전) - 게리 네빌 (크로아티아전) | - 말카즈 아사티아니 (프랑스전) - 마르틴 이라네크 (웨일스전) - 미할 카들레츠 (슬로바키아전) | - 세르게이 오스타펜코 (세르비아전) - 프로디 베냐민센 (이탈리아전) - 번차크 빌모시 (그리스전) |

자책골 2골
- 얀 듀리차 (독일전, 웨일스전)

## 참고
1. 1 2 3 4 5 6 7  총 득점 횟수는 몰수패로 처리된 경기의 점수가 아닌 득점한 골도 반영한 횟수이다.